# マレーヴ・ハンガリー航空240便墜落事故
マレーヴ・ハンガリー航空240便墜落事故（マレーヴ・ハンガリーこうくう240びんついらくじこ）は、1975年9月30日に発生した航空事故である。リスト・フェレンツ国際空港からラフィク・ハリリ国際空港へ向かっていたマレーヴ・ハンガリー航空240便（ツポレフ Tu-154A）がラフィク・ハリリ国際空港へのアプローチ中に墜落し、乗員乗客60人全員が死亡した。

## 事故機
事故機のツポレフ Tu-154A（HA-LCI）は製造番号74A053として製造され、1974年に初飛行した。エンジンはクズネツォフ NK-8-2Uを搭載しており、総飛行時間は1,186時間であった。

## 事故の経緯
240便はハンガリーのリスト・フェレンツ国際空港からレバノンのラフィク・ハリリ国際空港へと向かう定期便であった。
1975年9月29日、240便はリスト・フェレンツ国際空港からラフィク・ハリリ国際空港まで運航される予定であったが、ラフィク・ハリリ国際空港が悪天候であったため離陸が見送られていた。その後天候が若干回復したため、240便は23時10分にリスト・フェレンツ国際空港を離陸した。翌日の2時33分頃、240便はキプロス領空を抜けてレバノン領空へと入ったことをレバノンの管制に連絡した。そして着陸予定時刻の20分前には240便は高度6,000フィート（1,830m）まで降下するよう指示された。また、この頃悪天候のためラフィク・ハリリ国際空港の無線ビーコンが故障していた。目撃者によれば間もなく海上で爆発音が聞こえ、レーダー画面からも240便が消えたという。この事故で乗員乗客60人全員が死亡した。事故に関する公式声明は発表されておらず、事故原因も公表されていない。

## 事故後
ハンガリーのテレビ局であるHír TVはこの事故を扱ったドキュメンタリー映画を放映した。また、オランダの放送局のOmroep NTRは240便に関する記事を放映し、同番組内において同事故の捜索・救助または回収作業についての写真資料が存在し、かつその作業で15体の身元不明の遺体が回収されたということを主張した。
身元不明の目撃者によれば、240便は撃墜され、それがキプロスにあるイギリス軍のレーダー基地で目撃されたという。